# Miloš Veljković
Miloš Veljković (ur. 26 września 1995 w Bazylei) – serbski piłkarz występujący na pozycji obrońcy w niemieckim klubie Werder Brema oraz w reprezentacji Serbii.

## Kariera klubowa
Wychowanek szwajcarskiego FC Basel. Występował również w juniorskich zespołach Tottenham Hotspur. W pierwszej drużynie zadebiutował w 33 kolejce sezonu 2013/14 w spotkaniu z A.F.C. Sunderland wygranym 5:1. W barwach Tottenham Hotspur wystąpił jeszcze w spotkaniu z Aston Villa F.C. wygranym 3:0. W sezonie 2014/15 został wypożyczony do zespołów Championship Middlesbrough F.C. w którym wystąpił w 3 spotkaniach oraz Charlton Athletic F.C. również rozgrywając 3 mecze. W trakcie sezonu 2015/16 został pozyskany przez Werder Brema za 330 tysięcy euro. W nowym zespole zadebiutował w spotkaniu z Bayer 04 Leverkusen wygranym 1:4. Pierwszą bramkę w barwach Werderu Brema strzelił 12 marca 2018 roku w meczu z 1. FC Köln wygranym 3:1.

## Kariera reprezentacyjna
W 2011 roku rozegrał 1 mecz w reprezentacji Szwajcarii do lat 16 przeciwko reprezentacji Francji. W późniejszych latach wybrał reprezentację Serbii i regularnie występował w drużynach młodzieżowych tego kraju. Z reprezentacją Serbii do lat 19 zdobył w 2013 roku mistrzostwo Europy pokonując w finale reprezentację Francji. W 2015 roku z serbską reprezentacją do lat 20 wygrał Mistrzostwa Świata wygrywając w finale po dogrywce 2:1 z reprezentacją Brazylii.
W reprezentacji Serbii zadebiutował 10 listopada 2017 w wygranym 2:0 meczu z Chinami. Wraz z reprezentacją Serbii wziął udział w Mistrzostwach Świata 2018 w Rosji.